# Anna-Lena Forster
Anna-Lena Forster (nacida el 15 de junio de 1995) es una esquiadora paralímpica alemana que compitió en los Juegos de Invierno de 2014 y 2018, ganando cinco medallas.

## Biografía
Forster nació en Radolfzell, Konstanz, Alemania, sin una pierna derecha y le faltan huesos en la pierna izquierda. Comenzó a esquiar a los seis años en el club de esquí VDK Munchen.  

## Carrera
Compite en la clasificación LW12 de Esquí Alpino Paralímpico utilizando un mono-ski y estabilizadores.
En el Campeonato Mundial de Esquí Alpino IPC 2013 celebrado en La Molina, España, ganó una medalla de plata en la competición de eslalon femenino en un tiempo de 2 minutos y 31.31 segundos. También se colocó en cuarto lugar en el súper combinado y quinto en el súper G, pero no pudo terminar la prueba de eslalon gigante.
Fue seleccionada como parte del equipo alemán para los Juegos Paralímpicos de invierno de 2014 en Sochi, Rusia. Compitiendo en eslalon, terminó en un tiempo de 2 minutos 14.35 segundos  se le comsidero ganadora de la medalla de oro y se publicaron comunicados de prensa que anunciaban su victoria. Le concedieon el primer lugar porque su compatriota Anna Schaffelhuber, quien terminó en un tiempo menor, fue descalificada por no tener sus estabilizadores en una posición estacionaria al comienzo de su primera carrera. Tras una apelación, Schaffelhuber fue readmitida y Forster recibió la medalla de plata. Ganó su segunda medalla de plata de los Juegos, nuevamente terminando detrás de Schaffelhuber, en la prueba combinada. Ambas fueron las únicas atletas en completar la carrera. Su tercera medalla paralímpica, un bronce, llegó en la competencia de eslalon gigante donde terminó detrás de Schaffelhuber y la esquiadora austriaca Claudia Lösch en un tiempo de 2 minutos y 59.33 segundos. En descenso, llegó cuarta y por lo tanto no estuvo en el podio. No pudo terminar el evento super-G.  
Fue nominada para el premio a la Personalidad Deportiva del Año de Baden en 2012 y en 2013 recibió una medalla de oro de su ciudad natal, Radolfzell, para marcar sus logros.